# ルイジ・ファジオーリ
ルイジ・クリスティアーノ・ファジオーリ（Luigi Cristiano Fagioli, 1898年6月9日 - 1952年6月20日）は、イタリア・マルケ州アンコーナ県オージモ出身のレーシングドライバー。ルイジ・ファジオリ、ルイージ・ファジオーリとも表記される。

## 人物紹介
自動車の誕生と年齢が重なる世代であり、少年期よりその魅力に取りつかれていた。1925年にレースキャリアをスタートさせ、ヒルクライム、ボアチュレットなどに参戦。
1931年にマセラティからグランプリデビューし、1932年のイタリアグランプリやモナコグランプリで優勝。1933年には、タツィオ・ヌヴォラーリの後釜としてアルファロメオに移籍した。
1934年はメルセデスに移籍し、スペイングランプリで優勝するなど活躍を見せたが、チームとの関係悪化から、1936年にはアウトウニオンに移籍。しかし、この頃よりリウマチに悩まされることとなる。
最終的に、戦前のグランプリにおいては6勝をマークしている。

### F1
1950年に始まったF1世界選手権においては、アルファロメオ・ワークスチームのドライバーとして、ジュゼッペ・ファリーナ、ファン・マヌエル・ファンジオと共に参戦。この年はアルファロメオの強さが圧倒的であり、揃って速さを見せたことから「アルファの3F」と呼ばれることとなった。
初戦イギリスグランプリでは、予選2位からファリーナに次ぐ2位でフィニッシュ。5戦を消化した時点で、スタート直後の多重事故に巻き込まれリタイヤとなった第2戦モナコグランプリを除く、4戦で2位に入賞。サード・ドライバーという立場から、優勝のチャンスは与えられにくい状況だったが、安定感のある走りでランク2位につけていた。
優勝・ファステストラップ（以下：FL）を記録し、かつファンジオがノーポイントに終わるという厳しい条件だったものの、最終戦イタリアグランプリ時点ではチャンピオン獲得の可能性も残っていた。しかしファンジオはリタイヤしたものの、ファジオーリは3位に終わり、FLも記録出来なかった。ランク3位だったファリーナが優勝し、逆転で王座に就いている。
1951年は第4戦フランスグランプリのみに参戦。このレースで、ファンジオとのシェアドライブながら優勝。フィニッシュドライバーもファンジオという状況だったものの、53歳22日でのF1優勝は、2021年現在でも最年長記録として残っている。

### 死去
1952年、ファジオーリはランチアからスポーツカーレースに参戦、ミッレミリアで3位に入るなどの成績を残していた。しかし5月31日、モナコグランプリの練習走行中にトンネルでクラッシュし、マシンから投げ出された。
意識不明となった後、一旦は起き上がれるまでに回復。しかし6月20日に急変し、54歳でこの世を去った（医療ミスとも言われる）。

## エピソード
- やや血の気が盛んな性格で、報復行為と取れるような危険走行をすることもしばしばあったという。

## レース戦績

### ヨーロッパ選手権
| 年     | エントラント               | シャシー                   | エンジン               | 1       | 2       | 3       | 4     | 5     | 6       | 7     | EDC  | ポイント |
| ------ | -------------------------- | -------------------------- | ---------------------- | ------- | ------- | ------- | ----- | ----- | ------- | ----- | ---- | -------- |
| 1931年 | オフィシーネ・A.マセラティ | マセラティ・26M （英語版） | マセラティ 2.8 L8      | ITA     | FRA Ret | BEL     |       |       |         |       | 26位 | 22       |
| 1932年 | オフィシーネ・A.マセラティ | マセラティ・V5             | マセラティ 5.0 V16     | ITA 2   | FRA     | GER     |       |       |         |       | 7位  | 18       |
| 1935年 | ダイムラー・ベンツ AG      | メルセデス・W25A           | メルセデス 4.0 L8      | MON 1   | FRA 4   | BEL 2   | GER 6 | SUI 2 | ITA Ret |       | 2位  | 22       |
| 1935年 | ダイムラー・ベンツ AG      | メルセデス・W25B           | メルセデス 4.0 L8      |         |         |         |       |       |         | ESP 2 | 2位  | 22       |
| 1936年 | ダイムラー・ベンツ AG      | メルセデス・W25            | メルセデス 4.3 L8      | MON Ret |         |         |       |       |         |       | 14位 | 26       |
| 1936年 | ダイムラー・ベンツ AG      | メルセデス・W25K           | メルセデス 4.7 L8      |         | GER 5   | SUI Ret | ITA   |       |         |       | 14位 | 26       |
| 1937年 | アウトウニオン AG          | アウトウニオン タイプC     | アウトウニオン 6.0 V16 | BEL     | GER DNS | MON     | SUI 7 | ITA   |         |       | 20位 | 36       |

- 太字はポールポジション、斜字はファステストラップ。(key)

### フォーミュラ1
| 年     | エントラント   | シャシー | エンジン                   | 1     | 2       | 3   | 4      | 5     | 6     | 7     | 8   | WDC  | ポイント |
| ------ | -------------- | -------- | -------------------------- | ----- | ------- | --- | ------ | ----- | ----- | ----- | --- | ---- | -------- |
| 1950年 | アルファロメオ | 158      | アルファロメオ 158 1.5 L8s | GBR 2 | MON Ret | 500 | SUI 2  | BEL 2 | FRA 2 | ITA 3 |     | 3位  | 24 (28)  |
| 1951年 | アルファロメオ | 159      | アルファロメオ 158 1.5 L8s | SUI   | 500     | BEL | FRA 1* | GBR   | GER   | ITA   | ESP | 11位 | 4        |

- 太字はポールポジション、斜字はファステストラップ。(key)
- * : ファジオーリはファン・マヌエル・ファンジオとマシンを交換し1位と11位で終える。それぞれハーフポイントを獲得した。

### フォーミュラ1（非世界選手権）
| 年     | エントラント   | シャシー | エンジン                   | 1   | 2   | 3   | 4   | 5   | 6   | 7   | 8   | 9   | 10  | 11  | 12  | 13    | 14  | 15  | 16  | 17  |
| ------ | -------------- | -------- | -------------------------- | --- | --- | --- | --- | --- | --- | --- | --- | --- | --- | --- | --- | ----- | --- | --- | --- | --- |
| 1950年 | アルファロメオ | 158      | アルファロメオ 158 1.5 L8s | PAU | RIC | SRM | PAR | EMP | BAR | JER | ALB | NED | NAT | NOT | ULS | PES 3 | STT | INT | GOO | PEN |

- 太字はポールポジション、斜字はファステストラップ。(key)